# Viphyus victorinoxi
Viphyus victorinoxi är en insektsart som beskrevs av Otte, D. 1988. Viphyus victorinoxi ingår i släktet Viphyus och familjen syrsor. Inga underarter finns listade i Catalogue of Life.